# Modulacja amplitudy

Przebieg oraz jego modulacja amplitudy i częstotliwości

Przebieg sygnału zmodulowanego amplitudowo

Modulacja amplitudy (AM z ang. Amplitude Modulation) – jeden z trzech podstawowych rodzajów modulacji, polegający na kodowaniu sygnału informacyjnego (szerokopasmowego o małej częstotliwości) w chwilowych zmianach amplitudy sygnału nośnego (inaczej nazywanej falą nośną). Uzyskany w wyniku sygnał zmodulowany jest sygnałem wąskopasmowym, który nadaje się np. do transmisji drogą radiową. Rysunek po prawej stronie pokazuje wygląd sygnału zmodulowanego AM tonem sinusoidalnym.

## Matematyczna analiza
Przebieg sinusoidalny użyty do przeniesienia (nośna) sygnału modulowanego o pulsacji Ω opisany jest równaniem:
{\displaystyle c(t)=C\sin(\Omega t).}
Równanie opisujące prosty przebieg modulujący o pulsacji {\displaystyle \omega } (sygnał przenoszący informacje):
{\displaystyle m(t)=M\sin(\omega t+P).}
Przebieg sygnału po modulacji amplitudy:
{\displaystyle y(t)=(C+M\sin(\omega t+P))\sin(\Omega t),}
Powyższe równanie na {\displaystyle y(t)} może być przekształcone do postaci:
{\displaystyle y(t)=C\sin(\Omega t)+M{\frac {\cos(P+(\omega -\Omega )t)}{2}}-M{\frac {\cos(P+(\omega +\Omega )t)}{2}},}
Sygnał ten składa się z fali nośnej i dwóch sinusoidalnych fal o częstościach niewiele różniących się od częstości fali nośnej zwanych wstęgami bocznymi.
Zasadniczo sygnał o pulsacji {\displaystyle \omega } komunikatu w fali nośnej o pulsacji Ω wytwarza fale (wstęgi) boczne o pulsacji {\displaystyle \Omega +\omega } oraz {\displaystyle \Omega -\omega .}
Modulację AM charakteryzuje współczynnik głębokości modulacji, który definiuje się następująco:
{\displaystyle m={\frac {M}{C}},}
gdzie:
{\displaystyle M} – amplituda sygnału modulującego (informacji),
{\displaystyle C} – amplituda sygnału nośnego.
Współczynnik głębokości modulacji mieści się w zakresie 0...1, dość często podawany jest również w procentach.
Rysunek poniżej pokazuje widmo sygnału zmodulowanego amplitudowo (kolor czerwony) i sygnału modulującego (kolor zielony) – sygnał zmodulowany składa się z trzech elementów: fali nośnej i leżących po obu jej stronach, symetrycznie odbitych, dwóch wstęg bocznych, które są powtórzeniem kształtu widma sygnału modulującego.

Widmo sygnału modulującego (zielony) i modulowanego amplitudowo (czerwony)

Jeżeli pasmo sygnału modulującego mieści się w zakresie {\displaystyle f_{\min }\ldots f_{\max },} a częstotliwość fali nośnej jest równa {\displaystyle f_{n},} to pasmo zajmowane przez zmodulowany sygnał obejmie przedział częstotliwości od {\displaystyle f_{n}-f_{\max }} do {\displaystyle f_{n}+f_{\max }.} W tym:
- dolna wstęga boczna: {\displaystyle f_{n}-f_{\max }} do {\displaystyle f_{n}-f_{\min },}
- górna wstęga boczna: {\displaystyle f_{n}+f_{\min }} do {\displaystyle f_{n}+f_{\max },}
- sygnał nośny: {\displaystyle f_{n}.}

Stosunek mocy wstęg bocznych {\displaystyle (P_{2b})} do mocy fali nośnej {\displaystyle (P_{o}){:}}
{\displaystyle {\frac {P_{2b}}{P_{o}}}={\frac {m^{2}}{2}}.}
Z tego wzoru wynika, że moc użyteczna obu wstęg bocznych wynosi co najwyżej 50% mocy wypromieniowanej (osiągnie maksimum, gdy {\displaystyle m=1}). Wówczas nośna stanowi 50% mocy wypromieniowanej.
Do przeniesienia informacji wystarczy tylko jedna wstęga boczna, więc druga wstęga i fala nośna mogą zostać z sygnału usunięte (wytłumione), co spowoduje, że całość wypromieniowanej mocy przenosi sygnał, natomiast pasmo zajmowane przez sygnał można zmniejszyć dwukrotnie. Techniki te są używane i posiadają swe nazwy.

## Odmiany modulacji amplitudy
- AM-SC (DSB, DSB-SC) (ang. Amplitude Modulation Suppressed Carrier, Double Side Band) – dwuwstęgowa modulacja amplitudy z wytłumioną falą nośną,
- ISB (ang. Independent Side Band) – modulacja amplitudy z dwiema niezależnymi wstęgami bocznymi i częściowo wytłumioną lub wytłumioną falą nośną (B3E),
- VSB (ang. Vestigial Sideband) – modulacja amplitudy z częściowo tłumioną wstęga boczną (C3F),
- SSB-FC (ang. Single Side Band Full Carrier) – jednowstęgowa modulacja amplitudy z falą nośną (H3E),
- SSB-RC (ang. Single Side Band Reduced Carrier) – jednowstęgowa modulacja amplitudy z częściowo wytłumioną falą nośną (R3E),
- SSB-SC (ang. Single Side Band Suppressed Carrier) – jednowstęgowa modulacja amplitudy z wytłumioną falą nośną (min. 45 dB) – oznaczana często jako SSB (J3E).

Ten ostatni typ modulacji jest najefektywniejszy pod względem energetycznym, gdyż do przesłania informacji zmodulowanej SSB-SC wystarczy tylko 25% mocy potrzebnej do przesłania tego samego sygnału zmodulowanego „pełną” modulacją amplitudy i zajmuje węższe pasmo, jest jednak najtrudniejszy do realizacji praktycznej. Modulacja SSB stosowana jest powszechnie w krótkofalarstwie.